# Youssoupha

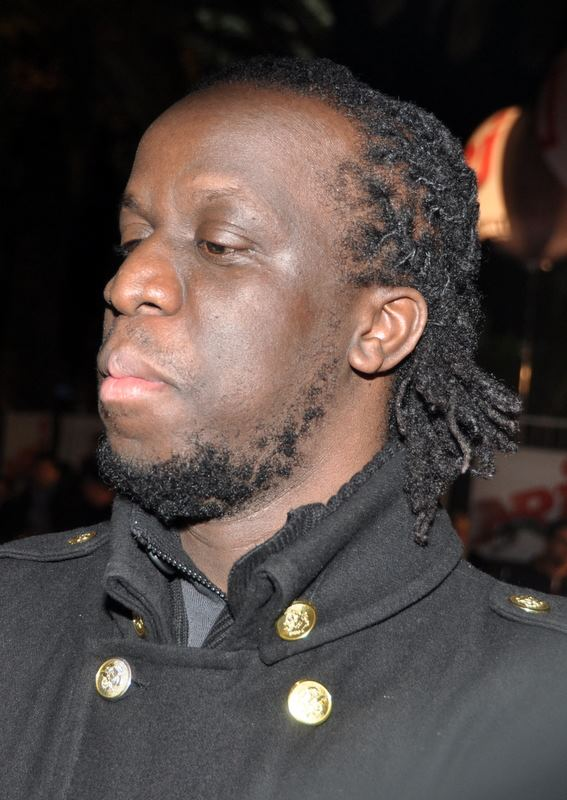
Youssoupha (2013)

Youssoupha (* 29. August 1979 in Kinshasa als Youssoupha Mabiki) ist ein französischer Rapper mit senegalesischen und kongolesischen Wurzeln.

## Biografie
Youssoupha, dessen Vater der Musiker Tabu Ley Rochereau ist, flüchtete aufgrund des Bürgerkriegs in seinem Geburtsland Zaire, der heutigen Demokratischen Republik Kongo, im Alter von zehn Jahren mit seiner Mutter nach Frankreich. Dort wuchs er in der Pariser Banlieue im Département Val-d’Oise, auf.
Wie so viele Jugendliche in den französischen Vorstädten begeisterte er sich auch er für den Hip-Hop. So begann er mit 14 Jahren, erstmals Texte zu schreiben. Nach einem Feature auf einer Compilation von Untergrundkünstlern gründete er 1998 mit anderen Rappern die Crew Frères Lumières. Mit ihr brachte er die Single Etre né quelque part heraus, welche jedoch erfolglos blieb. Youssoupha, der mittlerweile das Abitur gemacht hatte, beschloss, seine Musikkarriere auf Eis zu legen und an die Universität zu gehen.
Im Jahr 2003 kehrte er aber ins Musikgeschäft zurück und startete das Projekt Bana Kin. Unter diesem Namen bringt er mit anderen kongolesischen Rappern das Album Tendance heraus, worin er die Kultur und Musik seines Geburtslands würdigt. Ein Jahr später schloss er sich dem Kollektiv 3ème Underground an. Nebenbei arbeitete er auch als Solokünstler und unterschrieb bei Bomayé Musik, dem Label seines Kumpels Philo. 2005 veröffentlichte er dort sein erstes Soloalbum Eternel recommencement, welches prompt zum Street Album des Jahres nominiert wurde. Er unterzeichnete anschließend beim Label Hostile, nachdem sein bisheriges Label dort eingestiegen war.
Es folgten weitere Features, bevor Ende 2006 sein Mixtape avant l'album erschien. Kritiker kürten Youssoupha zu einem der hoffnungsvollsten Talente des französischen Raps. Sein Debütalbum bei Hostile war A chaque frère, welches im Frühjahr 2007 erschien. Der Wirbel um dessen vorherigen Arbeitstitel Négritude stieß auf großes Interesse der Öffentlichkeit, weshalb das Album einen großen Erfolg verzeichnete. Im Anschluss nahm sich Youssoupha eine Auszeit in seiner Heimat, blieb aber mit verschiedenen Features stets präsent.
Anfang 2009 landete er mit der Single La vie est speed zum Film Fast and Furious 4 einen Hit. Ende des Jahres erschien mit Sur les chemins du retour auch sein zweites Album, welches wiederum positive Kritik erhielt. Mitte 2011 läutete er mit dem Streetalbum En noir & blanc (En attendant Noir Désir) das Warten auf sein nächstes Album Noir désir ein, das 2012 unter dem Titel Noir d**** erschien und sein bislang kommerziell erfolgreichstes Album ist.

## Diskografie

### Alben
| Jahr | Titel                                      | Höchstplatzierung, Gesamtwochen, AuszeichnungChartplatzierungen (Jahr, Titel, Platzierungen, Wochen, Auszeichnungen, Anmerkungen) | Höchstplatzierung, Gesamtwochen, AuszeichnungChartplatzierungen (Jahr, Titel, Platzierungen, Wochen, Auszeichnungen, Anmerkungen) | Höchstplatzierung, Gesamtwochen, AuszeichnungChartplatzierungen (Jahr, Titel, Platzierungen, Wochen, Auszeichnungen, Anmerkungen) | Anmerkungen                                |
| Jahr | Titel                                      | FR | CH | BEW | Anmerkungen                                |
| ---- | ------------------------------------------ | --- | --- | --- | ------------------------------------------ |
| 1999 | Né quelque part                            | — | — | — |                                            |
| 2005 | Eternel recommencement                     | — | — | — |                                            |
| 2007 | Mixtape avant l’album                      | — | — | — | Erstveröffentlichung: 20. Februar 2007     |
| 2007 | À chaque frère                             | FR32 (13 Wo.)FR | — | — | Erstveröffentlichung: 19. März 2007        |
| 2009 | Sur les chemins du retour                  | FR21 (8 Wo.)FR | — | — | Erstveröffentlichung: 12. Oktober 2009     |
| 2011 | Et noir et blanc – En attendant Noir désir | FR117 (1 Wo.)FR | — | — | Erstveröffentlichung: 31. Mai 2011         |
| 2012 | Noir désir                                 | FR3 Platin · (56 Wo.)FR | — | BEW7 (47 Wo.)BEW | Erstveröffentlichung: 23. Januar 2012      |
| 2012 | On se connaît                              | FR153 (7 Wo.)FR | — | — | Erstveröffentlichung: 17. Dezember 2012 EP |
| 2015 | Ngrtd                                      | FR4 Gold · (24 Wo.)FR | CH12 (4 Wo.)CH | BEW6 (22 Wo.)BEW | Erstveröffentlichung: 18. Mai 2015         |
| 2018 | Polaroid Experience                        | FR12 (21 Wo.)FR | CH32 (1 Wo.)CH | BEW18 (11 Wo.)BEW | Erstveröffentlichung: 28. September 2018   |
| 2021 | Neptune terminus                           | FR9 (15 Wo.)FR | CH25 (1 Wo.)CH | BEW9 (13 Wo.)BEW | Erstveröffentlichung: 19. März 2021        |
| 2025 | Amour Supreme                              | FR11 (9 Wo.)FR | CH24 (1 Wo.)CH | BEW23 (4 Wo.)BEW | Erstveröffentlichung: 24. Januar 2025      |

### Singles
| Jahr | Titel Album                   | Höchstplatzierung, Gesamtwochen, AuszeichnungChartplatzierungen (Jahr, Titel, Album, Platzierungen, Wochen, Auszeichnungen, Anmerkungen) | Höchstplatzierung, Gesamtwochen, AuszeichnungChartplatzierungen (Jahr, Titel, Album, Platzierungen, Wochen, Auszeichnungen, Anmerkungen) | Höchstplatzierung, Gesamtwochen, AuszeichnungChartplatzierungen (Jahr, Titel, Album, Platzierungen, Wochen, Auszeichnungen, Anmerkungen) | Anmerkungen                                             |
| Jahr | Titel Album                   | FR | CH | BEW | Anmerkungen                                             |
| --- | ----------------------------- | --- | --- | --- | ------------------------------------------------------- |
| 2011 | Menace de mort Noir desir     | FR43 (4 Wo.)FR | — | — | Erstveröffentlichung: 14. September 2011                |
| 2011 | Histoires vraies Noir desir   | FR82 (9 Wo.)FR | — | — | Erstveröffentlichung: 12. Dezember 2012 feat. Corneille |
| 2012 | Dreamin’ Noir desir           | FR14 (36 Wo.)FR | CH65 (2 Wo.)CH | — | Erstveröffentlichung: 20. Januar 2012 feat. Indila      |
| 2012 | On se connait –               | FR9 (34 Wo.)FR | CH61 (6 Wo.)CH | BEW7 (22 Wo.)BEW | Erstveröffentlichung: 17. Dezember 2012 feat. Ayna      |
| 2013 | Boma yé –                     | FR138 (1 Wo.)FR | — | — | Erstveröffentlichung: 6. Dezember 2013                  |
| 2015 | Entourage NGRTD               | FR77 (8 Wo.)FR | — | — | Erstveröffentlichung: 20. Februar 2015                  |
| 2015 | Love Musik NGRTD              | FR168 (1 Wo.)FR | — | — | Erstveröffentlichung: 13. März 2015                     |
| 2015 | Smile NGRTD                   | FR54 (19 Wo.)FR | — | — | Erstveröffentlichung: 17. April 2015                    |
| 2015 | Chanson Française NGRTD       | FR143 (1 Wo.)FR | — | — | Erstveröffentlichung: 15. Mai 2015                      |
| 2018 | Polaroid Experience           | FR131 (2 Wo.)FR | — | — | Erstveröffentlichung: 4. September 2018                 |
| 2021 | Kash Neptune terminus         | FR96 (1 Wo.)FR | — | — | Erstveröffentlichung: 19. März 2021 mit Lefa & Dinos    |
| 2025 | Dieu est grande Amour Supreme | FR78 (… Wo.)FR | — | — | Erstveröffentlichung: 10. Januar 2025                   |
| Folgende Lieder erschienen nicht als Single, wurden aber durch das Album zum Download und Streaming bereitgestellt und konnten somit eine Platzierung erlangen: |                               | | | |                                                         |
| |                               | | | |                                                         |
| 2015 | Public Enemy NGRTD            | FR158 (1 Wo.)FR | — | — |                                                         |
| 2021 | Mon roi Neptune terminus      | FR198 Gold · (1 Wo.)FR | — | — |                                                         |
| 2025 | On s’connaît? On se connaît   | FR182 (… Wo.)FR | — | — |                                                         |

### Gastbeiträge
| Jahr | Titel Album                                 | Höchstplatzierung, Gesamtwochen, AuszeichnungChartplatzierungen (Jahr, Titel, Album, Platzierungen, Wochen, Auszeichnungen, Anmerkungen) | Höchstplatzierung, Gesamtwochen, AuszeichnungChartplatzierungen (Jahr, Titel, Album, Platzierungen, Wochen, Auszeichnungen, Anmerkungen) | Höchstplatzierung, Gesamtwochen, AuszeichnungChartplatzierungen (Jahr, Titel, Album, Platzierungen, Wochen, Auszeichnungen, Anmerkungen) | Anmerkungen |
| Jahr | Titel Album                                 | FR | CH | BEW | Anmerkungen |
| --- | ------------------------------------------- | --- | --- | --- | --- |
| 2012 | I Know (Remix Street) Letter to the Lord    | FR138 (1 Wo.)FR | — | — | Irma feat. Youssoupha |
| 2013 | Fire –                                      | — | — | BEW45 (1 Wo.)BEW | Ayọ feat. Youssoupha |
| 2016 | Bada Bing –                                 | FR91 (13 Wo.)FR | — | BEW18 (17 Wo.)BEW | Erstveröffentlichung: 26. Februar 2016 Cris Cab feat. Youssoupha                                                         |
| 2016 | Musique nègre Mouhammad Alex                | FR112 (3 Wo.)FR | — | — | Erstveröffentlichung: 13. September 2016 Kery James feat. Lino & Youssoupha                                              |
| 2017 | Grand Paris Prose Élite                     | FR48 Platin · (9 Wo.)FR | — | — | Erstveröffentlichung: 28. Februar 2017 Médine feat. Lartiste, Lino, Sofiane, Alivor, Seth Gueko, Ninho & Youssoupha      |
| 2017 | Pourquoi chérie –                           | FR44 (20 Wo.)FR | — | BEW43 (3 Wo.)BEW | Erstveröffentlichung: 21. April 2017 BMYE feat. Naza, Keblack, Youssoupha, Hiro, Jaymax & DJ Myst                        |
| 2025 | Free Congo –                                | FR34 (3 Wo.)FR | — | — | Erstveröffentlichung: 21. Februar 2025 Gradur feat. Ninho, Josman, Youssoupha, Kalash Criminel & Damso                   |
| 2025 | Grand soleil –                              | FR56 (… Wo.)FR | — | — | Erstveröffentlichung: 14. März 2025 Damso feat. Various Artists; Benefizsingle für die Anti-AIDS-Veranstaltung Sidaction |
| Folgende Lieder erschienen nicht als Single, wurden aber durch das Album zum Download und Streaming bereitgestellt und konnten somit eine Platzierung erlangen: |                                             | | | | |
| |                                             | | | | |
| 2013 | Paname Boss Drôle de parcours               | FR54 (3 Wo.)FR | — | BEW42 (1 Wo.)BEW | La Fouine feat. Sniper, Niro, Youssoupha, Canardo, Fababy, Sultan 7                                                      |
| 2013 | Il se passe quelque chose Drôle de parcours | FR101 (1 Wo.)FR | — | — | La Fouine feat. Youssoupha                                                                                               |
| 2013 | Contre nous Dernier MC                      | FR145 (1 Wo.)FR | — | — | Kery James feat. La Ligue, Youssoupha & Médine                                                                           |
| 2015 | Rossignol TPMA                              | FR184 (2 Wo.)FR | — | — | Singuila feat. Youssoupha                                                                                                |